# Spelartrupper under sydamerikanska mästerskapet i fotboll 1929
Denna artikel innehåller samtliga Spelartrupper under sydamerikanska mästerskapet i fotboll 1929 som spelades i Buenos Aires, Argentina 1–17 november 1929.
| Pos                                                      | Spelare                   | Klubb                   |
| -------------------------------------------------------- | ------------------------- | ----------------------- |
|                                                          | Juan Pablo Bartolucci     | Huracán                 |
| MV                                                       | Angel Bossio              | Talleres                |
|                                                          | Juan Bottaso              | Argentinos de Quilmes   |
|                                                          | Pedro J. Chalú            | Nacional de Rosario     |
|                                                          | Roberto Eugenio Cherro    | Boca Juniors            |
|                                                          | Alberto Chividini         | Central Norte           |
|                                                          | Alberto Cuello            | Tigre                   |
|                                                          | Juan Evaristo             | Sportivo Palermo        |
|                                                          | Mario Evaristo            | Sportivo Palermo        |
|                                                          | Fassora Alberto           | Atlético Tucumán        |
|                                                          | Manuel Ferreira           | Estudiantes de La Plata |
|                                                          | Rodolfo Orlandini         | Sportivo Buenos Aires   |
|                                                          | Fernando Paternóster      | Racing Club             |
|                                                          | Natalio Perinetti         | Racing Club             |
|                                                          | Carlos Desiderio Peucelle | Sportivo Buenos Aires   |
|                                                          | Edmundo Piaggio           | Lanús                   |
|                                                          | Juan Antonio Rivarola     | Colón                   |
|                                                          | Manuel Seoane             | Independiente           |
|                                                          | Oscar Tarrío              | San Lorenzo             |
|                                                          | Domingo Tarasconi         | Boca Juniors            |
|                                                          | Adolfo Bernabé Zumelzú    | Sportivo Palermo        |
| Förbundskapten: Francisco Olazar och Juan José Tramutola |                           |                         |

| Pos                                | Spelare                | Klubb          |
| ---------------------------------- | ---------------------- | -------------- |
|                                    | Francisco Aguirre      | Olimpia        |
|                                    | Delfín Benítez Cáceres | Libertad       |
|                                    | Abdón Benítez Casco    |                |
| MV                                 | Antonio Brunetti       |                |
|                                    | Eusebio Díaz           | Guaraní        |
|                                    | Diógenes Domínguez     | Olimpia        |
|                                    | Romildo Etcheverry     | Olimpia        |
|                                    | Salvador Flores        | Sol De América |
|                                    | Luis Fretes            |                |
|                                    | Aurelio González       | Olimpia        |
|                                    | Lino Nessi             | Libertad       |
|                                    | Quiterio Olmedo        | Club Nacional  |
|                                    | Andrés Santacruz       |                |
|                                    | Porfirio Sosa Lagos    |                |
|                                    | Pasiano Urbieta Sosa   |                |
|                                    | Ramón Viccini          |                |
| Förbundskapten: José Durand Laguna |                        |                |

| Pos                           | Spelare             | Klubb                         |
| ----------------------------- | ------------------- | ----------------------------- |
|                               | Eduardo Astengo     | Universitario                 |
|                               | Daniel Breiding     | Hidroaviación                 |
|                               | Juan Bulnes         | Hidroaviación                 |
|                               | Alberto Denegri     | Universitario                 |
|                               | Mario De Las Casas  | Universitario                 |
|                               | Plácido Galindo     | Universitario                 |
|                               | Jorge Góngora       | Universitario                 |
|                               | Agustín Lizarbe     | Hidroaviación                 |
|                               | Antonio Maquilón    | Atlético Chalaco              |
|                               | Adolfo Muro         | Sportivo Tarapaca Ferrocarril |
|                               | Faustino Mustafich  | Atlético Chalaco              |
|                               | Lizandro Nué        | Sport Progreso                |
|                               | Rodolfo Ortega      | Hidroaviación                 |
| MV                            | Jorge Pardón        | Atlético Chalaco              |
|                               | Julio Ramírez       | Sportivo Tarapaca Ferrocarril |
|                               | Miguel Rostaing     | Atlético Chalaco              |
|                               | Alfonso Saldarriaga | Hidroaviación                 |
|                               | Enrique Salas       | Atlético Chalaco              |
|                               | Eugenio Segalá      | Circolo Sportivo Italiano     |
| Förbundskapten: Julio Borelli |                     |                               |

| Pos                             | Spelare              | Klubb                |
| ------------------------------- | -------------------- | -------------------- |
|                                 | José Leandro Andrade | Nacional             |
|                                 | Pedro Arispe         | Rampla Juniors       |
|                                 | Juan Arremón         | Peñarol              |
|                                 | Ramón Bucetta        | Nacional             |
|                                 | Antonio Campolo      | Peñarol              |
|                                 | Héctor Castro        | Nacional             |
|                                 | Pedro Cea            | Nacional             |
|                                 | Lorenzo Fernández    | Peñarol              |
|                                 | Roberto Figueroa     | Montevideo Wanderers |
|                                 | Eduardo García       | IA Sud América       |
|                                 | Álvaro Gestido       | Peñarol              |
|                                 | José Magallanes      | Rampla Juniors       |
|                                 | Ernesto Mascheroni   | Olimpia              |
| MV                              | Andrés Mazali        | Nacional             |
|                                 | José Nasazzi         | Bella Vista          |
|                                 | Pedro Petrone        | Nacional             |
|                                 | Conduelo Píriz       | Nacional             |
|                                 | Héctor Scarone       | Nacional             |
|                                 | Gildeón Silva        | Peñarol              |
| Förbundskapten: Alberto Supicci |                      |                      |